# James Basevi
James Basevi (Plymouth, 21 de setembro de 1890 — Bellflower) é um diretor de arte estadunidense. Venceu o Oscar de melhor direção de arte na edição de 1944 por The Song of Bernadette, ao lado de William S. Darling e Thomas Little.